# Budiwal, Sindhnur
Budiwal là một làng thuộc tehsil Sindhnur, huyện Raichur, bang Karnataka, Ấn Độ.